# Acidente do Van's RV-10 prefixo PR-ZSF em 2021
O acidente do Van's RV-10 prefixo PR-ZSF em 2021 se refere à queda de um Van's RV-10 numa área de manguezal em Aracaju, Brasil, em 6 de maio de 2021. A única pessoa à bordo, o piloto Adriano Leon, morreu no local.

## Aeronave e piloto
A aeronave era uma RV-10 da Van's Aircraft, um modelo experimental, de construção amadora. Foi fabricada em 2014 e estava com o Certificado de Autorização de Voo Experimental válido. A última revalidação do Certificado de Verificação de Aeronavegabilidade havia sido feita em 24 de novembro de 2020, estando a aeronave com 370 horas voadas. O piloto era Adriano Leon, com 32 anos na época do acidente, que nasceu e fez faculdade de ciências aeronáuticas em Belo Horizonte. O piloto possuía 1 523 horas e 15 minutos totais de voo até o dia 10 de agosto de 2020, sem o registro de qualquer voo no equipamento envolvido no acidente. No entanto, o proprietário da aeronave informou que o piloto já teria realizado cerca de 40 horas totais de voo, sendo 17 na RV-10, nos últimos trinta dias que antecederam ao acidente.

## Acidente
No dia 6 de maio de 2021, após deixar um passageiro em Aracaju, Adriano voltaria sozinho para Unaí. O piloto deu a partida e iniciou o táxi para a cabeceira 12 do Aeroporto Internacional Santa Maria, às 14h43min (UTC). Aproximadamente quatro minutos depois, ele solicitou à Torre Aracaju o retorno ao pátio de estacionamento, devido a uma pane no painel da aeronave. Cerca de um minuto depois, o tripulante relatou que o problema havia se solucionado, solicitando o reinício de táxi em direção à cabeceira 12 do aeroporto. A decolagem foi autorizada às 14h50min (UTC), e o avião iniciou a corrida.
Aproximadamente três minutos depois, o piloto reportou à Torre Aracaju que retornaria ao aeroporto, o que foi autorizado imediatamente. O piloto também relatou que havia "perdido" o compensador. A aeronave abandonou a reta de decolagem e iniciou uma curva para retornar ao local de origem. Entretanto, na final para pouso, a, aproximadamente, 900 metros da cabeceira 30 e cerca de um minuto e vinte segundos depois de o piloto haver informado o retorno ao aeroporto, a aeronave impactou contra um manguezal. O impacto da aeronave se deu com grande ângulo de incidência em relação ao solo, ficando submersa e destruída.

## Investigação
Logo após o acidente, o Aeroporto Internacional Santa Maria acionou o Centro de Investigação e Prevenção de Acidentes Aeronáuticos (Cenipa) para realizar a investigação.

### Buscas
Os principais destroços da aeronave ficaram dispostos a cerca 30 metros de distância de uma via pública asfaltada e a mais de cinco metros de profundidade, no solo "lodoso" do manguezal. Num primeiro momento, enquanto a Secretaria da Segurança Pública havia confirmado a morte de uma pessoa, o Corpo de Bombeiros informara que o piloto estava sendo tratado como desaparecido. O Corpo de Bombeiros, além das polícias Civil e Militar e a Superintendência Municipal de Trânsito, estiveram no local no mesmo dia. O coordenador da Defesa Civil de Aracaju, major Sílvio Prado, esteve no local para realizar a retirada da aeronave, informando o resgate de alguns bens materiais. O tenente do Corpo de Bombeiros, Sinério dos Santos, disse que a área foi contaminada pelo vazamento do combustível, sendo que já é poluída pela rede de esgoto que existe no local, e afirmou que todo o trabalho de busca estava sendo feito manualmente. Naquele dia, foram encontrados parte da cabine e dos bancos. Às 23h40 (UTC), uma parte da aeronave foi içada e as buscas encerradas em seguida, com as buscas retomando no dia seguinte. O corpo de Adriano Leon foi encontrado três dias após o acidente no manguezal. 